# Armand Duplantis
Armand Gustav Duplantis (Lafayette, Louisiana, SAD, 10. studenog 1999.) švedsko-američki je skakač s motkom, trenutni svjetski rekorder na otvorenom i u dvorani (6,29 i 6,27 metra), aktualni dvostruki olimpijski i dvostruki svjetski prvak na otvorenom (2022. i 2023.) i dvostruki dvoranski prvak, aktualni europski prvak i aktualni prvak Dijamantne lige. Osvojio je srebrnu medalju na Svjetskom prvenstvu 2019.
Duplantis je trostruki europski prvak od 2018., kada je postavio trenutni svjetski rekord do 20 godina. Osvajač je zlatne medalje na Svjetskom dvoranskom prvenstvu 2022. i Europskom dvoranskom prvenstvu 2021. godine.
Njegov otac Amerikanac Greg Duplantis, bivši je skakač s motkom s osobnim rekordom od 5,80 m, dok je njegova majka Šveđanka Helena (rođena Hedlund) bivša sedmobojka i odbojkašica. Njegova dva starija brata, Andreas i Antoine, te njegova mlađa sestra, Johanna, također su se bavili sportom; Andreas je predstavljao Švedsku kao skakač s motkom na Svjetskom prvenstvu za mlade 2009. i Svjetskom juniorskom prvenstvu 2012., dok je Antoine odustao od skoka s motkom zbog bejzbola u srednjoj školi.
Duplantis je kao 15-godišnjak osvojio naslov na Svjetskom juniorskom prvenstvu 2015. godine. Godinu dana kasnije osvojio je treće mjesto na Svjetskom prvenstvu do 20 godina. Godine 2017. uzeo je europski naslov na prvenstvu do 20 godine, a sljedeće godine i svjetski naslov a prvenstvu do 20 godina. Duplantis je također trostruki prvak Dijamantne lige.
Bio je europska i svjetska atletska zvijezda u usponu 2018. godine, a dvije godine kasnije izabran je za svjetskog sportaša godine. Za svoju sezonu 2022., u kojoj je tri puta obarao svjetske rekorde, postao svjetski prvak na otvorenom i u dvorani, prvak Europe i Dijamantne lige te 22 puta preskočio šest i više metara, Duplantis je okrunjen i europskim i svjetskim atletičarem godine. Preskočio je šest metara ili više od 60 puta, najviše od bilo kojeg sportaša u povijesti.